# نشاط مضاد للجراثيم
يمكن تمديد العمر الافتراضي للمنتج إما عن طريق إضافة مواد حافظة اصطناعية أو عن طريق اتخاذ تدابير صحية أثناء عملية التصنيع . نظراً لأن اتجاه المستهلك اليوم نحو الأطعمة الخالية من المواد الحافظة ذات العمر الافتراضي الطويل، تُجبر الصناعة على إعادة التفكير في طرق التصنيع . بدلاً من إضافة عوامل حافظة، يمكن اتخاذ احتياطات صحية أكثر أثناء الإنتاج . حيث تعتبر بيئة التصنيع النظيفة والصحية شرطاً أساسياً للحفاظ على معدلات الرفض المرتبطة بالتلوث منخفضة . ويمكن استخدام الأسطح في بيئة التصنيع مع خصائص مضادة للجراثيم للحد بشكل كبير من مخاطر التلوث .
تم وصف تحديد النشاط المضاد للبكتريا مبيد الميكروباتقوس للأسطح في المعايير التالية :ISO 22196 و JIS Z 2801.
وتم نشر المعيار الياباني JIS Z 2801  في عام 2000 وتم نشره مرة أخرى في عام 2007 باعتباره صالحاً دولياً ISO 22196 .6
لذلك فإن JIS Z 2801 ، ISO 22196 متطابقان . وفي الاختبار، يتم شحن كل من نظام السطح المطلي بمبيد حيوي ونظام سطح متطابق بدون طلاء مضاد للبكتريا مع كائنات دقيقة مختارة .
يتم إجراء تقييم مرة واحدة فقط لعامل الحد من بعد 24 ساعة عن طريق تحديد المستعمرة المستعدة على سطح مرجعي وعلى سطح مضاد للجراثيم .